# Татарщино
Тата́рщино — село в Рассказовском районе Тамбовской области, центр Татарщинского сельсовета.
Основано предположительно в 1697 году шацкими помещиками Чарыковым, Хрущовым, Вельяминовым, Мерлиным, Порошиным и другими. Родом из этого села зам. народного комиссара юстиции и прокурора Татарской АССР Зайнулла Хусаинович Булушев.

## Население
| 2010 |
| ---- |
| 385  |

### Национальный состав
| Национальность | Численность в 2010 году и доля среди указавших национальность |
| -------------- | ------------------------------------------------------------- |
| Русские        | 305 (79,6 %)                                                  |
| Татары         | 92 (16,2 %)                                                   |
| Азербайджанцы  | 6 (1,6 %)                                                     |
| Украинцы       | 4 (1 %)                                                       |
| Кумыки         | 3 (0,8 %)                                                     |
| Лакцы          | 3 (0,8 %)                                                     |

## История
Село по прежнему административно-территориальному делению относилось к Татарщинской волости Тамбовского уезда Тамбовской губернии. Прежнее название села — деревня Тенишевка, видимо от имени Тениша мурзы князь Долотказина, которому вместе с Кутломаметкой Худяковым и товарищами в 1697 году была пожалована земля «за Шатцим Большим Ценским лесом в бортных и вотчинных угодьях по речке Керше и по речке Ламоису в Кершенском и во Закрацком ухожье». Всего в выписи из дозорных книг упомянут 101 человек.
По переписи 1710 г. в селе, называемом «Село Покровское что на реке Керше Татарщина тож», проживало 79 чел. мурз и татар в 8 дворах. Данным мурзам принадлежало 8 дворов, в которых проживало 93 человека крестьян. Всего в селе Покровском на 1710 год проживало 611 человек православного вероисповедания (русское население и новокрещенное)и 79 татарского. Имелась церковь (дата открытия прихода неизвестна), в которой служил священник и 2 причетника(дьячка). Точная дата основания села неизвестна. Неизвестно также когда оно получило своё название — село «Покровское, Татарщино тож».
По третьей ревизии 1761—67 гг. в Тамбовской округе находились только три татарские деревни — Тенишева, Енгалычевка, Михалёвка, в которых проживали только «мурзы и татары» — 205 чел. в 35 дворах.
В 1862 году в д. Тенишевка проживало 795 чел. в 95 дворах; в с. Покровское — 806 чел. в 93 дворах.

### Мечеть
В деревне была мечеть и мектеб. Ещё в 1815 году она уже существовала, так как в этом году муллой был утвёржден Рахматулла Мусеев Енгалычев. В конце XIX в. имамами и мугаллимами были Сахибгирей Нигматуллин и Хамза Губайдуллин Енгалычевы, утверждённые в 1872 и 1880 гг. соответственно.
Число прихожан неуклонно росло, если в кон. XIX в. мечети оно составляло 1218 чел., то в нач. XX в. составило уже 1566 чел. Мечеть сожгли в 1920 году антоновцы во время гражданской войны, и она не была восстановлена.
В православной части селения (с. Покровское) была церковь.